# Eugène Afrika
Eugène Afrika (ur. 14 kwietnia 1971) – luksemburski piłkarz występujący na pozycji pomocnika.

## Życiorys
Eugène Afrika całą karierę spędził w klubach z Luksemburga. W 1996 roku grając w Union Luxembourg wywalczył Puchar Luksemburga.
Afrika był pierwszym czarnoskórym piłkarzem w historii reprezentacji Luksemburga. W drużynie narodowej zadebiutował 10 października 1998 w przegranym 0:3 meczu z reprezentacją Polski. Afrika w 70. minucie spotkania zastąpił na boisku Luca Holtza.
| Mecze w reprezentacji | Mecze w reprezentacji | Mecze w reprezentacji | Mecze w reprezentacji | Mecze w reprezentacji | Mecze w reprezentacji | Mecze w reprezentacji | Mecze w reprezentacji |
| lp.                   | Data                  | Miejsce               | Reprezentacja         | Przeciwnik            | Rozgrywki             | Rezultat              | Grał                  |
| --------------------- | --------------------- | --------------------- | --------------------- | --------------------- | --------------------- | --------------------- | --------------------- |
| 1.                    | 10 października 1998  | Warszawa              | Luksemburg            | Polska                | el. Euro 2000         | 0-3                   | od 70'                |
| 2.                    | 10 marca 1999         | Luksemburg            | Luksemburg            | Islandia              | towarzyski            | 1-2                   | od 81'                |

W lutym 2011 roku Afrika został skazany na pięć lat pozbawienia wolności za gwałt popełniony trzy lata wcześniej. Piłkarz nie przyznał się do winy i składał kolejne apelacje, dzięki którym wyrok został skrócony do trzech lat pozbawienia wolności.